# Ян Белжецький (галицький каштелян)
Ян Белжецький, або Ян Белзецький (? — між 26 лютого і 30 липня 1642) — польський шляхтич, урядник, військовик, політичний діяч Польського королівства. Представник роду Белжецьких (Белзецьких) гербу Ястребець.

## Життєпис
Син Анджея Белжецького та його дружини — люблінської каштелянки Зофії Слупецької гербу Равич (пол. Zofia Słupecka), доньки Станіслава. 1589 року батько відступив Белзець своїм дітям Янові та Катажині за 5600 флоринів.
Замолоду був умілим вояком, потім став придворним короля. 1584 року став конюшим перемишльським, 1590 року белзьким ловчим, цю посаду і належне йому село Дмитрів 1593 року відступає на користь Станіслава Лаща. 1589 року брав участь у зустрічі та переговорах короля Сигізмунда ІІІ Вази та його батька — шведського короля Юхана ІІІ у Ревелі (тепер Таллінн, Естонія), перебував (один з небагатьох) до кінця переговорів, підписав дану Сигізмунду ІІІ Вазі кауцію 5 жовтня 1589 року. Як вірний прихильник Яна Замойського прибув від нього з відомостями про турецьку небезпеку на раду Сенату перед весняним Сеймом 1590 року, відіграв значну роль в його політиці. 1621 року став галицьким підкоморієм, з 1631 року галицький каштелян, з 1635 — белзький староста. 1636 року отримав дозвіл короля на передачу староства сину Александрові. Воював проти Абази-баші з власним відділком кавалерії в 100 коней. Як королівський ротмістр відзначився: під час облоги Смоленська 1611 року разом з мальтійським кавалером Новодворським підклали міни, завдяки яким було висаджено в повітря замок; під час війни зі шведами.
1615 року брав участь у з'їзді шляхти біля Галича, був обраний повітовим ротмістром. 1620 року був обраний до складу військової ради при королі. 1630 (або 1632) року був маршалком Коронного трибуналу. З коронаційного Сейму 1633 року був обраний до комісії щодо розмежувань прикордонних з Угорщиною, Шльонськом; був висланий як таксатор до Львова. Сейми 1640, 1642 років призначали його комісаром щодо оплати війську. 1637 року від шляхтича Цешановского набув частину Чесанова, села: Хотилюб, Руда, Подимщина, Нове Село, Ловче, Вулька Ловецька. Фундатор кляштору домініканів у Мурафі.
Помер між 26 лютого і 30 липня 1642 року.

### Сім'я
Перша дружина — Зофія Цешановска (пол. Zofia Cieszanowska, за Каспером Несецьким Т. І., Зофія Зарчиньска — дочка мальборкського старости), діти:
- Александер Станіслав — подільський воєвода, староста шидловецький.[6]
- Еварист Ян — староста вишгородський[джерело?]
- Теодор Анджей — дідич Маріямполя
- Бонавентура Константій — син першої дружини, стольник галицький,[8] зять щирецького старости Францішека Бернарда Мнішека[9]
- донька (ім'я невідоме) — дружина галицького підкоморія Куропатви.

Другий шлюб мав із воєводичкою руською Ядвиґою Язловецькою (дочка Єжи Язловецького[джерело?]). Дочка — Ядвіґа, дружина київського воєводи графа Януша Тишкевича-Логойського, не пережила матір.